# Miss International 2008
Miss International 2008, quarantottesima edizione di Miss International, si è tenuta presso il Venetian Macao Resort Hotel di Macao, in Cina l'8 novembre 2008. L'evento è stato presentato da Eric Tsang, Dodo Cheng e Astrid Chan. La spagnola Alejandra Andreu è stata incoronata Miss International 2008.

## Risultati

### Piazzamenti
| Risultato finale        | Concorrente |
| ----------------------- | --- |
| Miss International 2008 | - Spagna - Alejandra Andreu |
| 2ª classificata         | - Colombia - María Cristina Díaz-Granados |
| 3ª classificata         | - Polonia - Anna Tarnowska |
| 4ª classificata         | - Cina - Changwen Liu |
| 5ª classificata         | - Rep. Ceca - Zuzana Putnářová |
| Semifinaliste           | - Ecuador - Jennifer Pazmiño - Filippine - Patricia Fernandez - Giappone - Kyoko Sugiyama - Libano - Jessica Michelle Kahawaty - Porto Rico - Miriam Pabón - Turchia - Gülsün Uslu - Venezuela - Dayana Colmenares |

### Riconoscimenti speciali
| Premio                | Concorrente                        |
| --------------------- | ---------------------------------- |
| Best National Costume | - Aruba - Nuraisa Lispier          |
| Miss Friendship       | - El Salvador - Georgina Cisneros  |
| Miss Photogenic       | - Spagna - Alejandra Andreu        |
| Natural Beauty        | - Bielorussia - Tatiana Ryneiskaya |

## Concorrenti
| Nazione              | Concorrente                  | Età | Statura (ft) | Città             |
| -------------------- | ---------------------------- | --- | ------------ | ----------------- |
| Argentina            | Yésica Di Vincenzo           | 20  | 5'8"         | Mar del Plata     |
| Aruba                | Nuraisa Lispier              | 23  | 5'8"         | San Nicolaas      |
| Australia            | Kristal Hammond              | 22  | 5'10"        | Waroona           |
| Bahamas              | Amy Knowles                  | 22  | 5'7"         | San Salvador      |
| Belgio               | Charlotte Van De Vijver      | 24  | 5'9"         | Fiandre Orientali |
| Bielorussia          | Tatiana Ryneiskaya           | 21  | 5'9"         | Minsk             |
| Bolivia              | Paula Andrea Peñarrieta      | 19  | 5'10"        | Cochabamba        |
| Brasile              | Vanessa Vidal                | 24  | 5'10"        | Fortaleza         |
| Canada               | Elena Semikina               | 25  | 6'1"         | Toronto           |
| Cina                 | Chang Wen Liu                | 21  | 5'9"         | Pechino           |
| Colombia             | María Cristina Díaz-Granados | 22  | 5'8"         | Valledupar        |
| Corea del Sud        | Min-jeong Kim                | 19  | 5'7"         | Taegu             |
| Ecuador              | Jennifer Pazmiño             | 20  | 5'11"        | Guayaquil         |
| El Salvador          | Georgina Cisneros            | 20  | 5'7"         | San Salvador      |
| Etiopia              | Nardos Desta                 | 20  | 5'9"         | Addis Abeba       |
| Filippine            | Patricia Fernandez           | 22  | 5'6"         | Quezon City       |
| Finlandia            | Jaana Taanila                | 18  | 5'10"        | Haukipudas        |
| Francia              | Vicky Michaud                | 21  | 5'6"         | Paray Le Monial   |
| Germania             | Katja Bondarenko             | 21  | 5'9"         | Niedersachsen     |
| Giappone             | Kyoko Sugiyama               | 23  | 5'9"         | Kanagawa          |
| Grecia               | Sofia Roditi                 | 24  | 5'9"         | Atene             |
| Guadalupa            | Nancy Karen Fleurival        | 24  | 6'2"         | Les Abymes        |
| Guatemala            | Wendy Alvizurez              | 19  | 5'6"         | Chimaltenango     |
| Hawaii               | Serena Karnagy               | 18  | 5'5"         | Honolulu          |
| Hong Kong            | Sire Ma                      | 20  | 5'3½"        | Chongqing         |
| India                | Radha Bhrahmbhatt            | 19  | 5'11"        | Northwood         |
| Indonesia            | Duma Riris Silalahi          | 24  | 5'7"         | Medan             |
| Italia               | Luna Voce                    | 20  | 5'9"         | Crotone           |
| Lettonia             | Kristina Djadenko            | 24  | 5'8"         | Riga              |
| Libano               | Jessica Michelle Kahawaty    | 20  | 5'9"         | Sydney            |
| Liberia              | Telena Casell                | 24  | 5'7"         | Monrovia          |
| Macao                | Florence Loi                 | 23  | 5'5"         | Macao             |
| Malaysia             | Zi Wei Tham                  | 23  | 5'9"         | Kuala Lumpur      |
| Messico              | Lorenza Bernot               | 19  | 5'9"         | Cuernavaca        |
| Mongolia             | Ochgerel Khulangoo           | 20  | 5'9"         | Ulan Bator        |
| Norvegia             | Lisa-Mari Moen Jünge         | 20  | 5'10"        | Molde             |
| Nuova Zelanda        | Rhonda Grant                 | 23  | 5'10"        | Napier            |
| Panama               | Alejandra Arias              | 20  | 5'9"         | Panama            |
| Paraguay             | Rossana Galeano              | 19  | 5'7"         | Eusebio Ayala     |
| Perù                 | Massiel Vidal                | 22  | 5'7"         | Lima              |
| Polonia              | Anna Tarnowska               | 23  | 5'10"        | Stettino          |
| Porto Rico           | Miriam Pabón                 | 23  | 5'7"         | Las Piedras       |
| Regno Unito          | Nieve Jennings               | 21  | 5'9"         | Bishopbriggs      |
| Rep. Ceca            | Zuzana Putnářová             | 21  | 5'11"        | Ostrava           |
| Repubblica del Congo | Blanda Eboundit              | 22  | 5'10"        | Brazzaville       |
| Rep. Dominicana      | Claudia Peña                 | 19  | 5'11"        | Bonao             |
| Russia               | Ekaterina Grushanina         | 22  | 5'10"        | Čeljabinsk        |
| Serbia               | Sanja Radinovic              | 19  | 5'9"         | Belgrado          |
| Singapore            | Tok Wee Ee                   | 18  | 5'5"         | Singapore         |
| Slovacchia           | Lenka Sýkorová               | 21  | 5'8"         | Bratislava        |
| Spagna               | Alejandra Andreu Santamarta  | 19  | 5'8"         | Saragozza         |
| Sri Lanka            | Faith Landers                | 22  | 5'5"         | Colombo           |
| Stati Uniti          | Kelly Best                   | 22  | 5'9"         | Troy              |
| Suriname             | Mireille Nederbiel           | 24  | 5'9"         | Paramaribo        |
| Svezia               | Jenny Jansson                | 21  | 5'6"         | Nässjö            |
| Taiwan               | Ting Yen Yu                  | 24  | 5'7"         | Taipei            |
| Tanzania             | Jamillah Nyangasa            | 23  | 5'11"        | Kilimanjaro       |
| Thailandia           | Panasrom Kumkit              | 19  | 5'9"         | Hat Yai           |
| Turchia              | Gülsün Uslu                  | 21  | 5'10"        | Smirne            |
| Ucraina              | Yulia Galichenko             | 23  | 5'10"        | Mariupol'         |
| Venezuela            | Dayana Colmenares            | 23  | 5'9"         | Maracay           |
| Vietnam              | Cao Thùy Dương               | 20  | 5'7"         | Hanoi             |
| Zambia               | Chipo Mulubisha              | 20  | 5'6"         | Lusaka            |